# Queensland Raceway
Der Queensland Raceway ist eine Motorsport-Rennstrecke im australischen Bundesstaat Queensland. Er befindet sich bei Ipswich südwestlich von Brisbane und ist Teil des Motorsportparks Ipswich Motorsport Pecinct.

## Geschichte

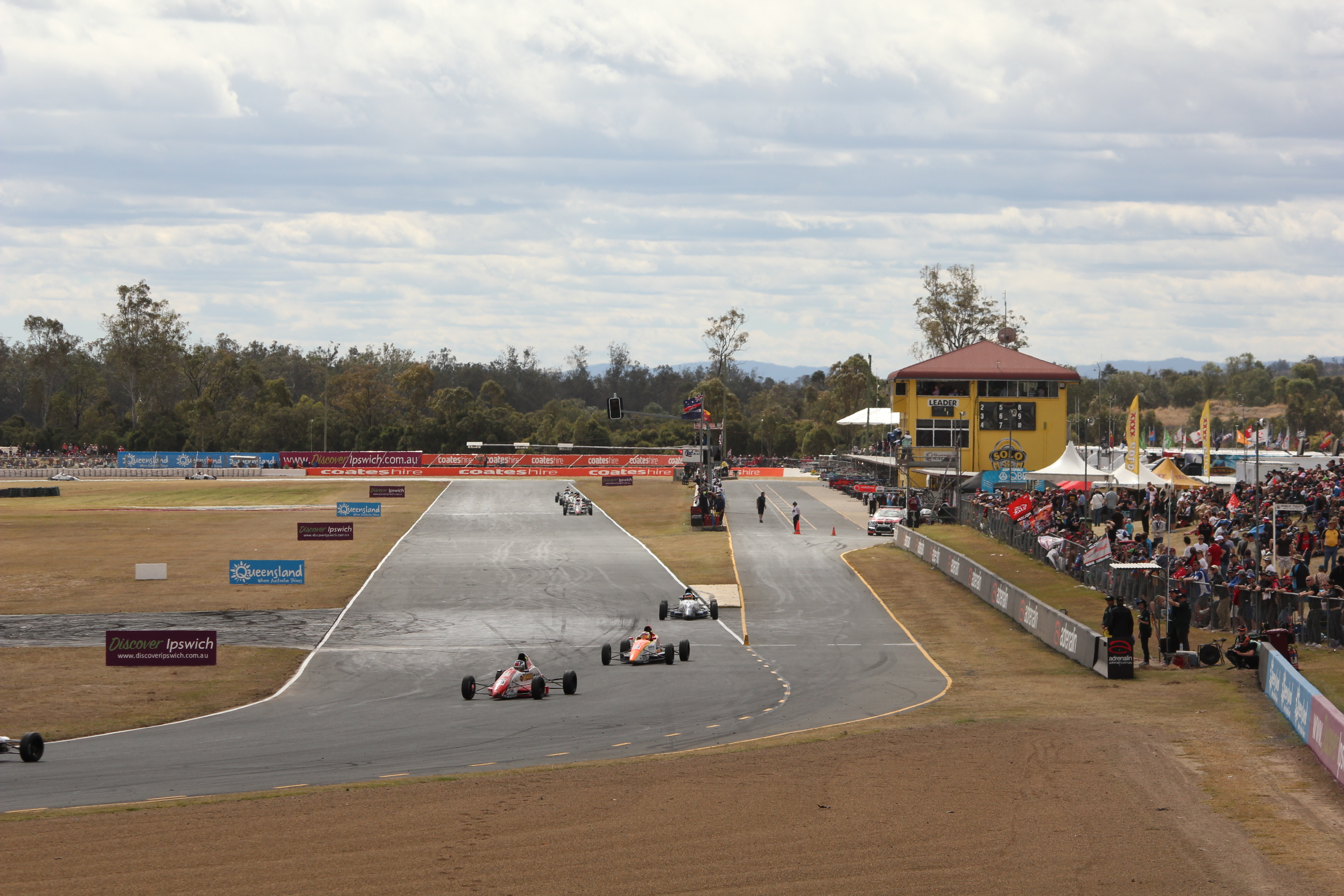
Start-Zielgerade des Queensland Raceways mit Boxenanlage

In den 1980er Jahren wurde auf dem Gelände der Strecken nach einem Beschluss der lokalen Verwaltung mit dem Bau eines Motorsportparks begonnen, der als Ipswich Motorsport Precinct bekannt wurde. Der erste Teil der in der Nähe eines Militärflughafens gelegenen Anlage war der Willowbank Raceway, der ein Viertelmeilen-Dragway war. Später folgten eine Kartbahn und Anlagen für den Offroadsport. 1998 wurde am verbleibenden westlichen Ende des Geländes mit dem Bau einer permanenten Rennstrecke begonnen, die 1999 als Queensland Raceway eröffnet wurde.
2011 erfolgte eine Neuasphaltierung des mittlerweile wegen seiner Bodenwellen berüchtigten Tracks. Eine geplante umfangreiche Überarbeitung des gesamten Motorsportparks 2016 für 220 Millionen australische Dollar scheiterte nach mehreren Korruptionsskandalen bei den zuständigen lokalen Behörden.
Im Oktober 2021 wurde der Queensland Raceway aus dem Ipswich Motorsport Pecinct herausgelöst und an den Motorsportpiloten und Rennstreckenbetreiber Tony Quinn verkauft, dessen Keltic Motor Sport Firma den Pachtvertrag und den Betrieb der Strecke übernahm. Es existieren Pläne, die gesamte Rennstrecke umfangreich zu überarbeiten.

## Streckenbeschreibung

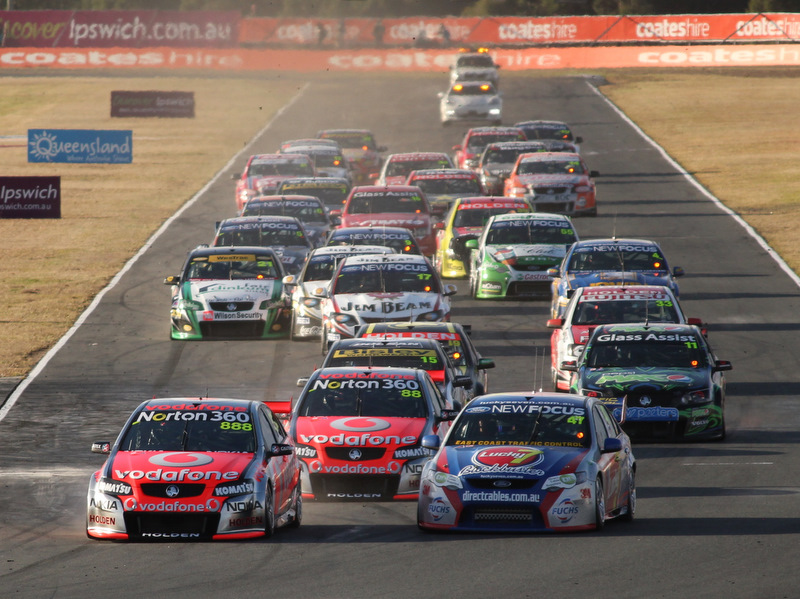
Start der V8 Supercars 2011

Der U-förmige Rundkurs ist 3,120 km lang, er besteht aus vier Rechts- und zwei Linkskurven sowie einer 643 Meter langen Gegengeraden. 2 Kurzanbindungen erlauben die Konfiguration von drei kürzeren Streckenvarianten. Sämtliche Gebäude wie die Boxenanlagen und Tribünen befinden sich an der Außenseite der Rennstrecke, das Infield ist unbebaut. Dadurch ist den Zuschauern freie Sicht auf das gesamte Autodrom möglich. Die Streckenbreite beträgt 12 Meter.

## Veranstaltungen
Höhepunkt der Motorsportveranstaltungen sind die Läufe zur australischen Tourenwagenserie, den V8 Supercars. Das aktuell wichtigste Langstreckenrennen ist das Willowbank 300.

## Fakten zur Strecke

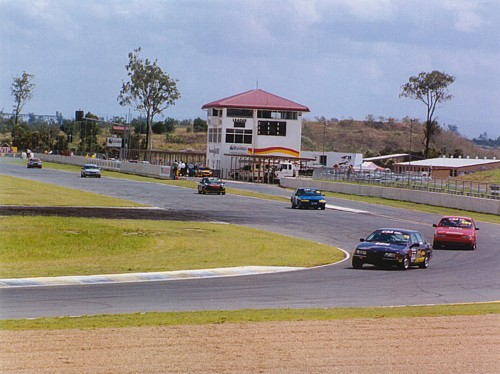
Dick Johnson Straight und Turn 1 des Queensland Raceways

- Wegen seiner minimalistischen Form wird die Strecke auch mit dem Spitznamen „The Paperclip“ (Die Büroklammer) bezeichnet.
- Am 15. Oktober 2013 verunglückte der Rennfahrer Sean Edwards als Beifahrer bei einer privaten Testfahrt tödlich.
- Im selben Jahr verstarb der Motorradfahrer Chris Mosca während einer Trainingssession.
- 2018 kamen die beiden Drag Racing Piloten Daniel King und Kurt Bull nach einem Unfall in Turn 1 im Rahmen eines Drag-Events ums Leben. Daraufhin wurde in Turn 1 ein eigens entwickeltes neues Reifenstapel-System fest installiert.